# Protomyctophum beckeri
Protomyctophum beckeri és una espècie de peix de la família dels mictòfids i de l'ordre dels mictofiformes.

## Morfologia
- Els mascles poden assolir 3,5 cm de longitud total.[4][5]

## Hàbitat
És un peix marí i d'aigües profundes que viu entre 0-2.100 m de fondària.

## Distribució geogràfica
Es troba a Hawaii.